# Krzysztof Czemarmazowicz
Krzysztof Czemarmazowicz (Szczecin, 1947. március 15. –) lengyel nemzetközi labdarúgó-játékvezető.

## Pályafutása

### Nemzeti játékvezetés
1983-ban lett az I. Liga játékvezetője. A nemzeti játékvezetéstől 1988-ban vonult vissza.

### Nemzetközi játékvezetés
A Lengyel labdarúgó-szövetség Játékvezető Bizottsága (JB) terjesztette fel nemzetközi játékvezetőnek, a Nemzetközi Labdarúgó-szövetség (FIFA) 1985-től tartotta nyilván bírói keretében. Több nemzetek közötti válogatott és klubmérkőzést vezetett, vagy működő társának partbíróként segített. A lengyel nemzetközi játékvezetők rangsorában, a világbajnokság-Európa-bajnokság sorrendjében többedmagával a 14. helyet foglalja el 2 találkozó szolgálatával. Az aktív nemzetközi játékvezetéstől 1988-ban búcsúzott.

#### Európa-bajnokság
Az európai-labdarúgó torna döntőjéhez vezető úton Német Szövetségi Köztársaságba a VIII., az 1988-as labdarúgó-Európa-bajnokságra az UEFA JB játékvezetőként foglalkoztatta.

##### 1988-as labdarúgó-Európa-bajnokság

###### Selejtező mérkőzés
| Időpont           | Helyszín                      | Mérkőzés típusa           | Mérkőzés            | Eredmény | Nézők száma |
| ----------------- | ----------------------------- | ------------------------- | ------------------- | -------- | ----------- |
| 1986. október 14. | Municipal Stadion, Luxembourg | előselejtező (7. csoport) | Luxemburg–Belgium   | 0 : 6    | 9 550       |
| 1971. február 3.  | Racecourse Stadion, Wrexham   | előselejtező (6. csoport) | Wales–Csehszlovákia | 1 : 1    | 14 150      |

## Magyar vonatkozás
Várnai nemzetközi női labdarúgó torna.
| Időpont          | Helyszín              | Mérkőzés típusa                | Mérkőzés           | Eredmény |
| ---------------- | --------------------- | ------------------------------ | ------------------ | -------- |
| 1991. április 5. | Városi Stadion, Várna | csoportmérkőzés (43. mérkőzés) | Japán–Magyarország | 2 – 0    |